# من یک سایبورگ هستم، ولی مشکلی نیست
من یک سایبورگ هستم، ولی مشکلی نیست (به کره‌ای: 싸이보그지만 괜찮아؛ به انگلیسی: I'm a Cyborg, But That's OK) فیلمی کمدی - رمانتیک محصول سال ۲۰۰۶ کشور کرهٔ جنوبی و به کارگردانی پارک چان-ووک می‌باشد.

این فیلم در سال ۲۰۰۷ برندهٔ جایزهٔ «آلفرد بائر» از جشنوارهٔ بین‌المللی فیلم برلین شد.